# 잠실 레이크팰리스
잠실 레이크팰리스(영어: Jamsil Lake Palace)는 대한민국 서울특별시 송파구 잠실로 88 (잠실동 44)에 위치하고 있다. 잠실 주공 4단지가 재개발이 시작되었고 2006년 12월에 재건축이 완료되었다. 총 2678세대, 총 35개동, 총 32층으로 구성된다.